# Edvard Göransson
Edvard Göransson, född 28 november 1866 i Linköping, död 23 juli 1940 i Stockholm, var en svensk matematiker och ämbetsman.
Edvard Göransson var son till folkskolläraren Carl Victor Göransson. Efter mogenhetsexamen i Linköping 1887 studerade han vid Uppsala universitet, där han blev filosofie kandidat 1889, filosofie licentiat 1894 och filosofie doktor 1902. Från 1896 undervisade Göransson vid läroverk i Stockholm, blev 1902 adjunkt vid Högre realläroverket å Norrmalm (han tjänstgjorde som vikarierande lektor där 1902), och utnämndes 1905 till lektor i matematik och fysik vid Högre latinläroverket å Norrmalm (var tjänstledig 1905–1908 och från 1915). Under många är var han även lärare vid flera privatskolor i Stockholm. Göransson innehade flera offentliga uppdrag som sakkunnig, bland annat vid granskning av läroböcker 1907 och för gymnasiets omorganisation 1913, samt utförde flera officiella utredningar. Åren 1914–1918 ledde han omorganisationen av undervisningsstatistiken, och 1920–1933 var han byråchef för Skolöverstyrelsens statistiska avdelning. Göransson var en skicklig matematiker. Förutom några vetenskapliga avhandlingar publicerade han flera pedagogiska skrifter som Der mathematische Underricht in Schweden (1911, tillsammans med Helge von Koch). Även som försäkringsmatematiker hade Göransson högt anseende. Han var verksam som aktuarie i flera försäkringsbolag i Stockholm som Nordstjernan, Fylgia och Valkyrian, och författade en mängd uppsatser i försäkringstekniska och statistiska ämnen. Åren 1913–1918 var han styrelseledamot i Läroverkslärarnas riksförbund. Edvard Göransson är gravsatt i Gustav Vasa kyrkas kolumbarium vid Odenplan i Stockholm.